# Mierzwice-Kolonia
Mierzwice-Kolonia (prononciation : [mjɛʐˈvit͡sɛ kɔˈlɔɲa]) est un village polonais de la gmina de Sarnaki dans le powiat de Łosice de la voïvodie de Mazovie dans le centre-est de la Pologne.
Le village possède une population de 32 habitants en 2010.

## Histoire
De 1975 à 1998, le village appartenait administrativement à la voïvodie de Biała Podlaska.